# Parco nazionale della Macedonia orientale e Tracia
Il Parco nazionale della Macedonia orientale e Tracia (in lingua greca: Εθνικό Πάρκο Ανατολικής Μακεδονίας και Θράκης, trasl. Ethnikò parko Anatolikìs Mekedonìas kai Thràkis, abbreviato ΕΠ ΑΜΑΘ - EP AMATh) è un'area naturale protetta situata nella omonima regione della Grecia.
Il parco è stato istituito nel 2008, incorporando le precedenti aree naturali protette del fiume Nestos, lago di Vistonida, lago di Ismarida e loro regioni, al fine di tutelare efficacemente gli habitat e le specie rare di flora e fauna che popolano la zona.
La zona umida e forestale del parco nazionale è una delle più importanti della Grecia e di tutta Europa, sia per la notevole estensione  (930.000 ettari), sia per il grande valore biologico, estetico, scientifico, geomorfologico ed educativo.
L'ente di gestione del parco nazionale è stato creato nel 2003.

## Delta del Nestos
Il delta del fiume Nestos si trova sul confine meridionale delle prefetture di Kavala e Xanthi e si estende per circa 500.000 ettari, confinando con i territori comunali di Nuova Karvali a ovest e Abdera a est. È una delle zone umide più importanti del paese, ma anche per l'Europa: per questo dal 1971 è stato incluso nelle zone umide di importanza internazionale (Convenzione di Ramsar), dal 1992 nella rete europea Natura 2000. Nel 1996 viene emanato il primo decreto ministeriale per la protezione della zona e infine nel 2008 viene incluso nel parco nazionale.

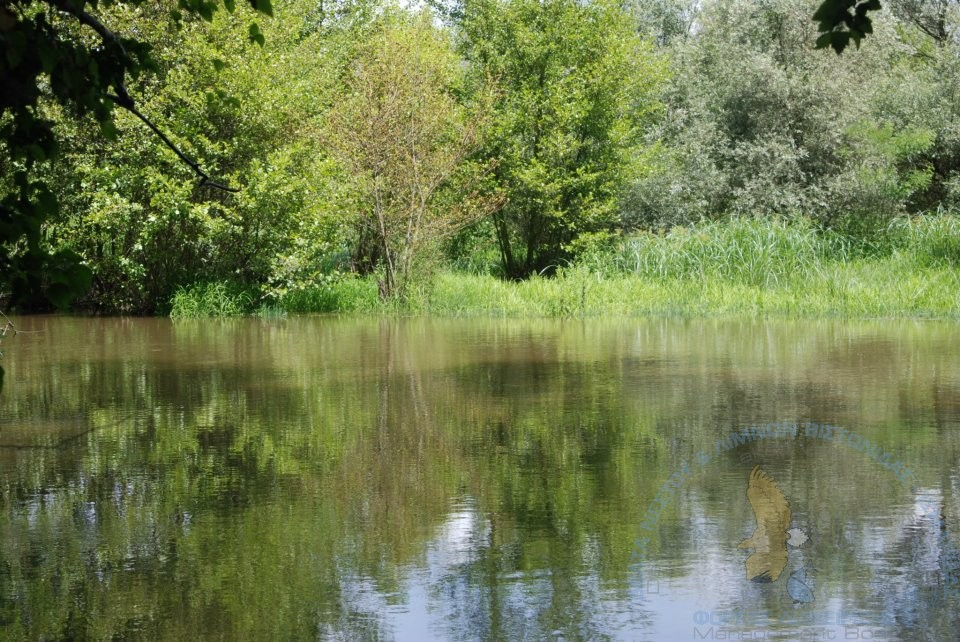
"Grande foresta" sulle sponde del fiume Nestos

Il biotopo del delta del Nestos possiede un mosaico di diversi habitat che favoriscono l'insediamento della fauna selvatica. Le zone più significative sono quelle di Vassova, Erateini, Aghàstamo, Keramoti, Monastiraki e i laghi di Chrysoupoli e nella parte orientale i laghi di Erasmio e Mangano, oltre alla parte del fiume Nesos lunga 27 km sbarrata dalla diga, in cui si trova la famosa riserva conosciuta come "Grande Foresta" ("Μεγάλο Δάσος"), più comunemente nota con il nome, attribuitole durante la dominazione turca, di Κοτζὰ Ορμάν (o, in traslitterazione, Kotza Orman). 
Tale leggendaria foresta ripariale, in cui, in tempi antichi, gli uomini del Re Serse (diretti alle Termopili) finirono sventuratamente per perdersi, venendo in breve tempo sbranati dai leoni che, come riportatoci da Erodoto vi dimoravano, si estendeva per circa 125.000 ettari, con alberi alti fino a 40 metri e con tronchi di oltre due metri di diametro. Oggigiorno, a seguito di un pesantissimo ed intensivo sfruttamento di una notevole porzione di Kotza Orman, avvenuto a partire dal secondo dopoguerra, della foresta rimangono soltanto 4500 ettari ad essere strettamente protetti.
All'interno di tale vastissima ed in gran parte tuttora inaccessibile foresta, trova rifugio l'unica popolazione endemica di Fagiano Colchico di tutto il mondo occidentale. Il delta è anche una tre sole zone in Europa ad ospitare la rarissima Pavoncella Spinosa (estivante in Europa solamente ivi, presso il vicino Delta del fiume Evros, e sull'isola di Cipro), nonché il luogo di residenza per la più grande popolazione di Sciacallo Dorato di tutta la Grecia.
All'interno della foresta e del delta del fiume Nestos, sono presenti almeno 20 specie di mammiferi, 11 di anfibi, 22 di rettili, 30 specie di pesci d'acqua dolce e più di 277 specie di uccelli. 

## Lago di Vistonida e complesso di lagune

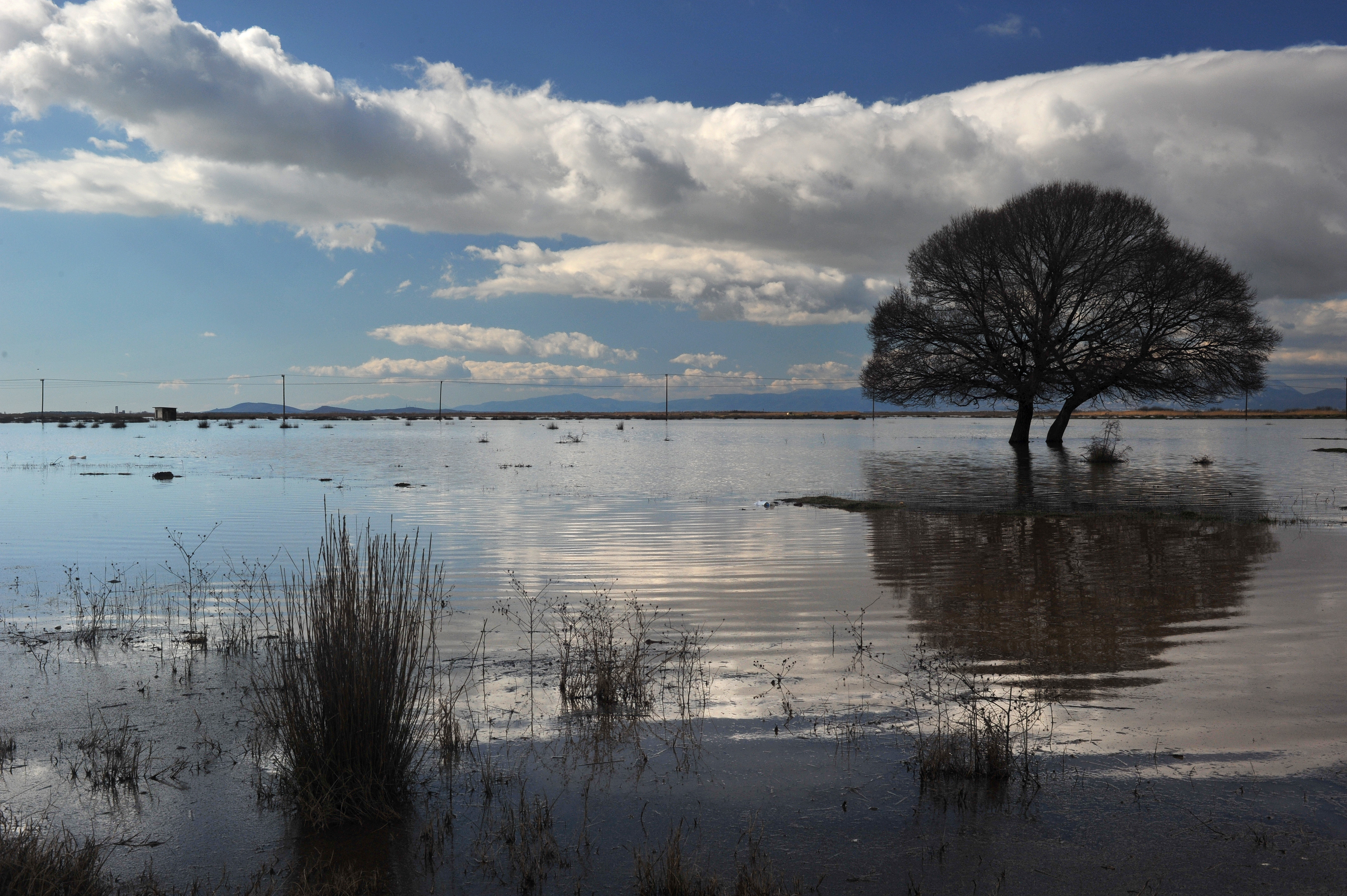
Lago di Vistonida

Il lago di Vistonida è una delle più belle zone umide della Grecia, con caratteristiche lagunari e lacustri. Si estende tra Xanthi e Rodopi, per un totale di 4200 ettari circa, e con una profondità media di 2,5 metri.
La peculiarità del lago sta nel fatto che nella parte settentrionale ha acqua fresca, mentre il sud salata o salmastra. Ciò implica una grande varietà di flora e fauna. Tamerice (Tamarix sp) e canne (Phragmites australis, Scirpus maritimus) si trovano nelle zone allagate da acqua dolce e acqua salata. Nel lago sono registrate 21 specie di pesci (2 delle quali sono endemiche: Alburnus vistonicus e Alosa caspia vistonica), mentre nelle zone di contatto con il mare sono presenti altre 37 specie ittiche marine. Il numero dei volatili presenti è notevole: sono stati osservati fino a 326 specie diverse, tra cui anche i rari Gobbo rugginoso e Moretta Codona; nonché Pellicani Ricci, Ardeidi e Fenicotteri, presenti tutto l'anno in numeri anche grandissimi. In particolare, in inverno, all'interno del lago di Vistonida, i Gobbi Rugginosi, a seconda delle annate, possono essere osservati anche in numeri superiori ai 1900 individui, rendendo di fatto Vistonida il luogo con la massima abbondanza al mondo di questo ormai rarissimo anatide.

## Lago di Ismarida e lagune di Rodopi
Il lago di Ismarida si trova nella parte orientale del parco nazionale ed è l'unico lago d'acqua dolce della Tracia. Si trova a sud di Rodopi, e si estende per 300 ettari circa, con acque profonde mediamente 1 metro. A nord scorre il fiume Vosvozi, che contribuisce allo sviluppo di un piccolo ma significativo bosco ripariale composto da alberi acquatici come salici, ontani, pioppi, olmi e altri. in estate il lago è comperto di ninfee, castagna d'acqua e lenticchia d'acqua, mentre il resto del lago è circondato da ampi canneti. Hanno registrato un totale di oltre 220 specie di piante. È anche importante a livello internazionale per l'osservazione degli uccelli, dei quali sono state contate oltre 255 specie, nella zona; come la Moretta tabaccata, l'Airone rosso, lo Sgarza ciuffetto e l'assai rara Aquila di Mare, quest'ultima presente tutto l'anno. Vi è poi un importante presenza di rettili con 23 specie, di cui 21 rare tra cui testuggine palustre e 6 specie di anfibi  di cui 5 rari e protetti come il Tritone. Sono state inoltre osservate 45 specie di mammiferi, di cui 30 protetti dalla legislazione greca, tra cui la lontra. Nel Lago di Ismarida e nella foce del fiume Filiuri sono presenti 37 specie di pesci, tra cui la specie endemica Gelàrtza (Alburnus vistonicus).
A sud del Lago di Ismarida, sulle rive della baia di Vistones, si trovano le lagune di Rodopi (chiamate Xirolimni, Karatzà, Alikì, Ptelèa ed Elos) che sono paludi saline di ricca biodiversità. In estate, la palude di Ptelea ospita un numero significativo di Fenicotteri, Volpoche, Spatole bianche ed Avocette.

## Centri informativi[1]
All'interno del parco nazionale sono presenti due certi informativi.

### Centro informazioni del delta del Nestos
Il centro informazioni del delta del Nestos si trova a Nestos, nella municipalità di Kavala (dietro il ginnasio).

### Centro informazioni del lago di Visonida e Ismarida
Il centro informazioni si trova all'ingresso del villaggio di Porto Lagos, nella municipalità di Abdera (Xanthi).